# Марко Баша
Марко Баша (Трстеник, 29. децембар 1982) бивши је црногорски фудбалер, играо на позицији одбрамбеног играча.

## Каријера

### Клупска
Отац Марка Баше је са Цетиња, а мајка из Трстеника, где се и он родио. Фудбалом је почео да се бави у локалном тиму Прва петолетка из Трстеника, да би врло брзо скренуо пажњу на себе па је уследио позив са београдске Карабурме. Најпре је једну полусезону провео на позајмици у тадашњем друголигашу Пролетеру из Зрењанина, а затим је у дресу ОФК Београда (2000–05) наступио на 76 суперлигашких мечева и постигао четири поготка.
У јуну 2005. прелази у француски Ле Ман, и врло брзо импресионира фудбалске стручњаке у Француској, а колико је поштован говори и чињеница да је у Ле Ману врло брзо добио капитенску траку.
У августу 2008. појачава редове Локомотиве из Москве и потписује четворогодишњи уговор. У јулу 2011. прелази у редове француског шампиона Лила, где је остао до 2017. године.

### Репрезентативна
Учесник Европског првенства за фудбалере до 21. године које се 2004. године одржало у Немачкој и на коме су „орлићи“ стигли до финала са Италијом (0:3). Исте године био члан и Олимпијске репрезентације која је на Играма у Атини поражена у сва три сусрета (Аргентина 0:6, Аустралија 1:5, Тунис 2:3).
Одиграо и три сусрета за најбољу селекцију Србије и Црне Горе. Дебитовао је 8. јуна 2005. против Италије (1:1) у Торонту, а наступио је и у новембру 2005. на азијској турнеји против Кине (2:0) и Јужне Кореје (0:2).
Након раздруживања Србије и Црне Горе Баша је одлучио да наступа за Црну Гору. Званичан деби у дресу репрезентације Црне Горе имао је у марту 2009. против Италије (0:2) у квалификацијама за Светско првенство 2010. у Јужној Африци. За „соколове“ је одиграо укупно 37 утакмица и постигао 2 гола.